# Municipio de Germania (Minnesota)
El municipio de Germania (en inglés: Germania Township) es un municipio ubicado en el condado de Todd en el estado estadounidense de Minnesota. En el año 2010 tenía una población de 500 habitantes y una densidad poblacional de 5,3 personas por km².

## Geografía
El municipio de Germania se encuentra ubicado en las coordenadas 46°14′17″N 94°57′30″O / 46.23806, -94.95833. Según la Oficina del Censo de los Estados Unidos, el municipio tiene una superficie total de 94.29 km², de la cual 94,29 km² corresponden a tierra firme y (0 %) 0 km² es agua.

## Demografía
Según el censo de 2010, había 500 personas residiendo en el municipio de Germania. La densidad de población era de 5,3 hab./km². De los 500 habitantes, el municipio de Germania estaba compuesto por el 96,6 % blancos, el 0,6 % eran afroamericanos, el 0,4 % eran amerindios, el 0,2 % eran asiáticos, el 0,2 % eran de otras razas y el 2 % eran de una mezcla de razas. Del total de la población el 1 % eran hispanos o latinos de cualquier raza.